# 北海道旭川農業高等学校
北海道旭川農業高等学校（ほっかいどうあさひかわのうぎょうこうとうがっこう、Hokkaido Asahikawa Agricultural High School）は、北海道旭川市にある公立の農業高等学校。通称は「旭農」（きょくのう）。

## 設置学科
- 農業科学科
- 食品科学科
- 森林科学科
- 生活科学科

## 沿革
- 1923年 - 北海道庁立永山農業学校として開校
- 1947年 - 男女共学化、北海道立永山農業学校と改称
- 1948年 - 北海道立永山農業高等学校と改称
- 1949年 - 愛別・東川・美瑛のそれぞれに分校を設置
- 1950年 - 北海道永山農業高等学校と改称、和寒分校を設置
- 1951年 - 東川分校が北海道東川高等学校として独立
- 1952年 - 愛別分校・美瑛分校・和寒分校がそれぞれ北海道愛別高等学校・北海道美瑛高等学校・北海道和寒高等学校として独立
- 1961年 - 北海道旭川農業高等学校と改称
- 1990年 - 新校舎へ移転

## 部活動

### 体育系
- 野球部
- ソフトテニス部
- 陸上部
- スキー部
- バレーボール部
- 弓道部
- バスケットボール部
- バドミントン部
- サッカー部
- 卓球部

### 文化系
- 吹奏楽部
- 書道部
- 美術部
- 写真部
- 家政部
- 演劇部
- 茶道部

### 外局
- 放送局
- 図書局
- ボランティア局

## 出身者
- 武田範芳 - 画家
- 玉置浩二 - ミュージシャン、俳優　中退